# Heinrich Berchtold
Heinrich Berchtold (* 3. Mai 1844 in Seegräben; † 22. Juni 1907 in Thalwil) war ein Schweizer Unternehmer und Politiker.

## Leben

### Familie
Heinrich Berchtold war der Sohn seines gleichnamigen Vaters Heinrich Berchtold, Aufseher in einer Spinnerei.
Er war seit 1869 mit Sophia, der Tochter des Baseler Maschinenfabrikbesitzers Franz Burckhardt, der unter anderem Schnell- und Lithografiepressen sowie Papierschneidemaschinen herstellte, verheiratet. Gemeinsam hatten sie mehrere Kinder.

### Werdegang
Heinrich Berchtold besuchte das Gymnasium (siehe Jean-Paul-Gymnasium Hof) im bayerischen Hof und absolvierte eine Schlosserlehre in Wetzikon.
Er immatrikulierte sich im Herbst 1861 an der Mechanisch-Technischen Schule des Eidgenössischen Polytechnikum in Zürich und hörte unter anderem Vorlesungen bei Richard Dedekind.
Nach Beendigung des Studiums wurde er im Sommer 1864 Ingenieur bei den Gebrüdern Sulzer (siehe Sulzer AG) in Winterthur. Im Herbst 1867 war er in der Maschinenfabrik Pratchitt in Carlisle in England tätig. Er kehrte jedoch noch im gleichen Jahr nach Zürich zurück und war dort bis 1869 als Ingenieur tätig.
Von 1869 bis 1871 arbeitete er in der Maschinenfabrik von Franz Burckhardt in Basel und konstruierte 1869 die erste Chevilliermaschine aus Gusseisen.
Ab 1872 beteiligte er sich anfangs und übernahm später die Leitung der Maschinenfabrik und Kesselschmiede in Thalwil und war zugleich als Ingenieur in Zürich tätig. Das Unternehmen in Thalwil stellte vorwiegend Maschinen für Färberei und Appretur sowie als weitere Spezialität Heizungsanlagen, her.
1883 beteiligte er sich mit seinem Unternehmen an der Schweizerischen Landesausstellung 1883.
1898 wurde er Präsident der neu gegründeten Stadthalle-Genossenschaft Zürich.
Von 1905 bis zu seinem Tod war er Vorstandsmitglied des Arbeitgeberverbands schweizerischer Maschinen-Industrieller, aus dem 1908 der Schweizerische Arbeitgeberverband hervorging.
Er erhielt während der Teilnahme an der Weltausstellung Mailand 1906 die Silber-Medaille.

### Politisches und gesellschaftliches Wirken
Heinrich Berchtold setzte sich als liberaler Politiker unter anderem für das Volks- und Mittelschulgesetz des Kantons Zürich und die Regelung und Fürsorge für das Lehrlingswesen sowie die Einführung gewerblicher Schiedsgerichte ein; dazu war er ein Förderer der ETH Zürich.
Von 1885 bis 1897 war er Präsident des Zürcher Handwerker- und Gewerbevereins und von 1886 bis 1898 Mitglied des Zürcher Handelsgericht.
Er wurde 1893 zum Gemeindepräsidenten von Thalwil gewählt und war von 1885 bis zu seinem Rücktritt 1901 Kantonsrat in Zürich sowie vom 16. März 1896 bis zu seinem Tod liberaler Nationalrat; nach seinem Tod folgte ihm Karl Koller in den Nationalrat.
1903 stimmte er in der Kommission des Nationalrats gegen den Abschluss des Simplonvertrags.

### Mitgliedschaften
Heinrich Berchtold war Mitglied der Mittelschweizerischen Geographisch-Commerziellen Gesellschaft.